# ヘルマン2世 (ロートリンゲン宮中伯)
ヘルマン2世（Hermann II., 1049年ごろ - 1085年9月20日）は、ロタリンギア宮中伯、ツュルピッヒガウ、ルールガウおよびブラバント伯。

## 生涯
ヘルマン2世はエッツォ家のロタリンギア宮中伯ハインリヒ1世とマティルデ（ロートリンゲン公ゴツェロ1世の娘）の間の息子である。1080年ごろ、ヘルマンはマイセン辺境伯オットー1世の娘アーデルハイトと結婚した。
父ハインリヒ1世（1060年没）の跡を継いで、ヘルマンは1064年にロタリンギア宮中伯となった。父が死去した1060年から宮中伯となる1064年までは、ケルン大司教アンノ2世の後見の下に置かれた。ヘルマンはデュイスブルク＝カイザースヴェーアト伯として記録に見られる（1065年、1071年）。また、エッツォ家の所領であったルールガウおよびツュルピッヒガウの伯でもあった。
1085年あるいは1086年に皇帝ハインリヒ4世はヘルマンにブラバントガウを与え（ブラバント方伯）、ヘルマンはアーフリゲム修道院を創建した。
1085年9月20日、ヘルマン2世はリンブルフ伯領のダレム近くでナミュール伯アルベール3世と決闘し落命した。ヘルマンの死により、エッツォ家のロタリンギア宮中伯系は断絶した。以後の宮中伯により、宮中伯領の拠点はロートリンゲンから南側のライン川流域に移動した。
寡婦のアーデルハイトは、ヘルマンの死後まもなくハインリヒ・フォン・ラーハと結婚した。ハインリヒは最初のライン宮中伯となった。